# Hiller Aircraft
Hiller Aircraft Company була заснована 1942 року як Hiller Industries Стенлі Гіллером для виробництва вертольтоів.

## Історія
У сімнадцять років Стенлі Гіллер відкрив першу фабрику з виробництва вертольотів на Західному узбережжі США у Берклі, Каліфорнія, у 1942, під назвою «Hiller Industries», для випуску свого співвісного вертольота XH-44 «Hiller-Copter» для армії США. XH-44 почали використовувати у 1944. У співпраці х Генрі Кайзером вони утворили United Helicopters у 1945. У післявоєнні роки United Helicopter випустив кілька інноваційних конструкцій вертольотів для військового та цивільного використання, в тому числі співвісні та безхвостові конструкції, а також більш звичайні моделі. У січні 1949-го Hiller-360 став першим цивільним вертольотом, який перетнув США.
Крім вертольотів, під час Другої світової війни Стенлі Гіллер проводив дослідження двомісного реактивного літака з вертикальним злетом та приземленням, під назвою VJ-100, яким він намагався, не вельми успішно, зацікавити військових США.
У 1948 році компанію було перейменовано на Hiller Helicopters. Він брав участь у розробці ряду вертольотів-прототипів. З початку 1960-х до 1969-го їхня фабрика у Пало-Альто слугувала ЦРУ як прикриття для виробництва розвідувальних супутників CORONA.
У 1964 Гіллер було придбано Fairchild Aircraft.
Джефф Гіллер, син Стенлі Гіллера, викупив компанію у 1994-му за допомогою кількох тайських інвесторів на чолі з Патріком Лімом, співвласника Siam Steel і багатьох інших азійських підприємств. Для набуття права власності на Hiller aircraft, ці інвестори допомогли покрити зобов'язання компанії на 1 млн дол. і вкласти 10 млн дол. для побудови принаймні 30 нових вертольотів на новій виробничій ділянці у East Bay, а також створення першої аерокосмічної компанії у Таїланді.
У 2009 компанія Hiller (Китай) Aircraft Manufacturing Company розпочала будівництво виробничих потужностей у місті Чжанцзякоу, на північний захід від Пекіна. Компанія є спільним підприємством Hiller Aircraft Corporation, Zhangjiakou Chahar General Aviation Company (засновник компанії Сюй Цин Сян, генеральний директор Li Ping). У той час, Zhangjiakou Chahar General Aviation вже здійснюють виробництво низькошвидкісних частин і допоміжних агрегатів для UH-12.

## Перелік літальних апаратів Гіллер
- Hiller XH-44
- Hiller X-2-235
- Hiller J-5
- Hiller UH-4 «Commuter»
- Hiller UH-5B «Rotormatic»
- Hiller UH-12 (HTE-1, OH-23)
- Hiller HH-120 "Hornet"
- Hiller HJ-1
- VZ-1 Pawnee «Flying Platform»

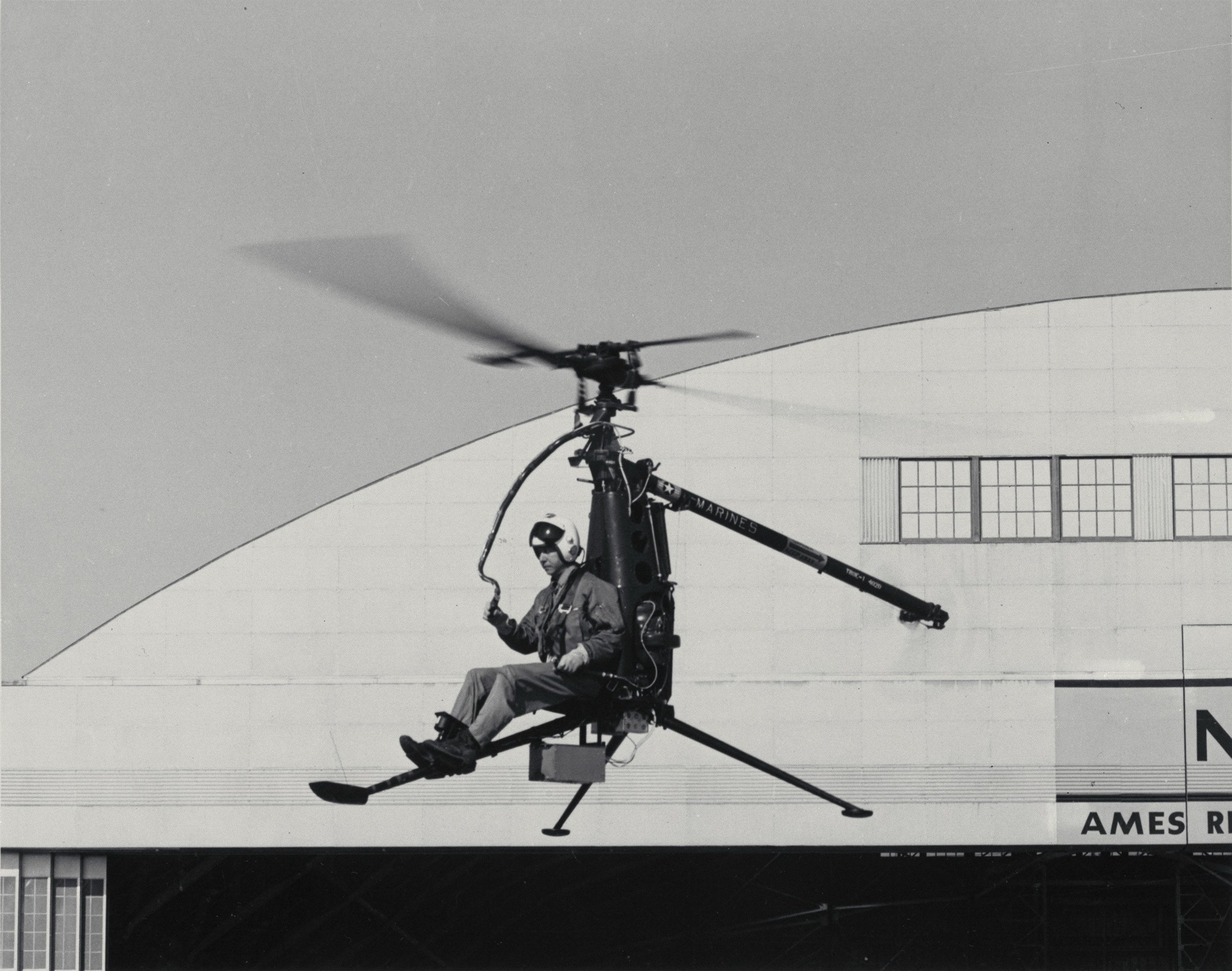
1956 Hiller YROE-1 одномісний «Rotorcycle» тестувався у Дослідному центрі NASA Ames

- YH-32 Hornet (YH-32, HOE-1, YH-32 ULV)
- Автожир Hiller
- Hiller ROE-1/YROE-1 «Rotorcycle»
- Hiller X-18
- Hiller Ten99
- Hiller VJ-100 двомісний ракетоплан ЛВЗП
- Hiller VXT-8
- Fairchild Hiller FH-1100

Стенлі Гіллер пожертвував гроші і кілька літаків, щоб сформувати Hiller Aviation Museum у Сан-Карлосі, Каліфорнія, який було відкрито у 1998.